# Террор (батальон)
Батальон «Террор» (бел. Батальён «Тэрор») — воинское формирование белорусских добровольцев (в прошлом рота), названное в честь белорусского добровольца, погибшего при защите Ирпеня во время российского вторжения. Существовал с 2022 года до ноября 2024.

## История
Змитер (Дмитрий) Апанасович (бел. Зьміцер Мар'янавіч Апанасовiч), военнослужащий батальона имени Кастуся Калиновского с позывным «Террор», скончался 24 марта 2022 года от боевого ранения под городом Ирпень.
Публично о батальоне «Террор» стало известно в июле 2022 года. После увольнения командира с позывным «Вараг» в августе подразделение было выделено из состава полка Калиновского, сохранив название.
В сентябре белорусское МВД признало интернет-ресурсы батальона и других белорусских воинских формирований в Украине экстремистским формированием (создание экстремистского формирования и участие в нём является уголовным преступлением по белорусским законам).
Боец с позывным «Вараг» (Олег Васильев) уволен за дисциплинарные нарушения. Некоторые бойцы решили остаться с ним — они не согласились с тем, что он был уволен из-за этих нарушений. Конкретным нарушением с его стороны являлось применение насилия к бойцам из-за личных недоразумений. По информации, полученной от бойцов полка Калиновского, у «Варага» и Родиона Ботулина (позывной «Гена») возник конфликт с «Брестом» - одним из командиров полка. Нам сказали, что «Бреста» избили и пожаловались в ГУР Минобороны Украины, но потом расследование закончилось ничем. Вскоре после этого «Брест» погиб на передовой.
14 ноября один из бойцов батальона получил награду от Владимира Зеленского во время его визита в Херсон.
В ноябре на Украине было возбуждено уголовное дело по факту избиения представителями батальона «Террор» добровольца полка Калиновского.
27 декабря 2022 года батальон объявил о своём вступлении в состав Белорусского добровольческого корпуса в качестве одного из его основных подразделений.
12 ноября 2024 года в своём Телеграм-канале «Террор» сообщил об окончании своей деятельности. Часть бойцов перешла в специальные подразделения ГУР МО, часть бойцов перестала выполнять боевые задачи.